# Гюлльгорст
Гюлльгорст (нім. Hüllhorst) — громада в Німеччині, знаходиться в землі Північний Рейн-Вестфалія. Підпорядковується адміністративному округу Детмольд. Входить до складу району Мінден-Люббекке.
Площа — 44,73 км2. Населення становить 13 051 ос. (станом на 31 грудня 2020).

## Географії

### Сусідні міста та громади
Гюлльгорст межує з 7 містами / громадами:
- Люббекке
- Пройсіш-Ольдендорф
- Гілле
- Бад-Ейнгаузен
- Лене
- Кірхленгерн
- Редінггаузен

## Галерея

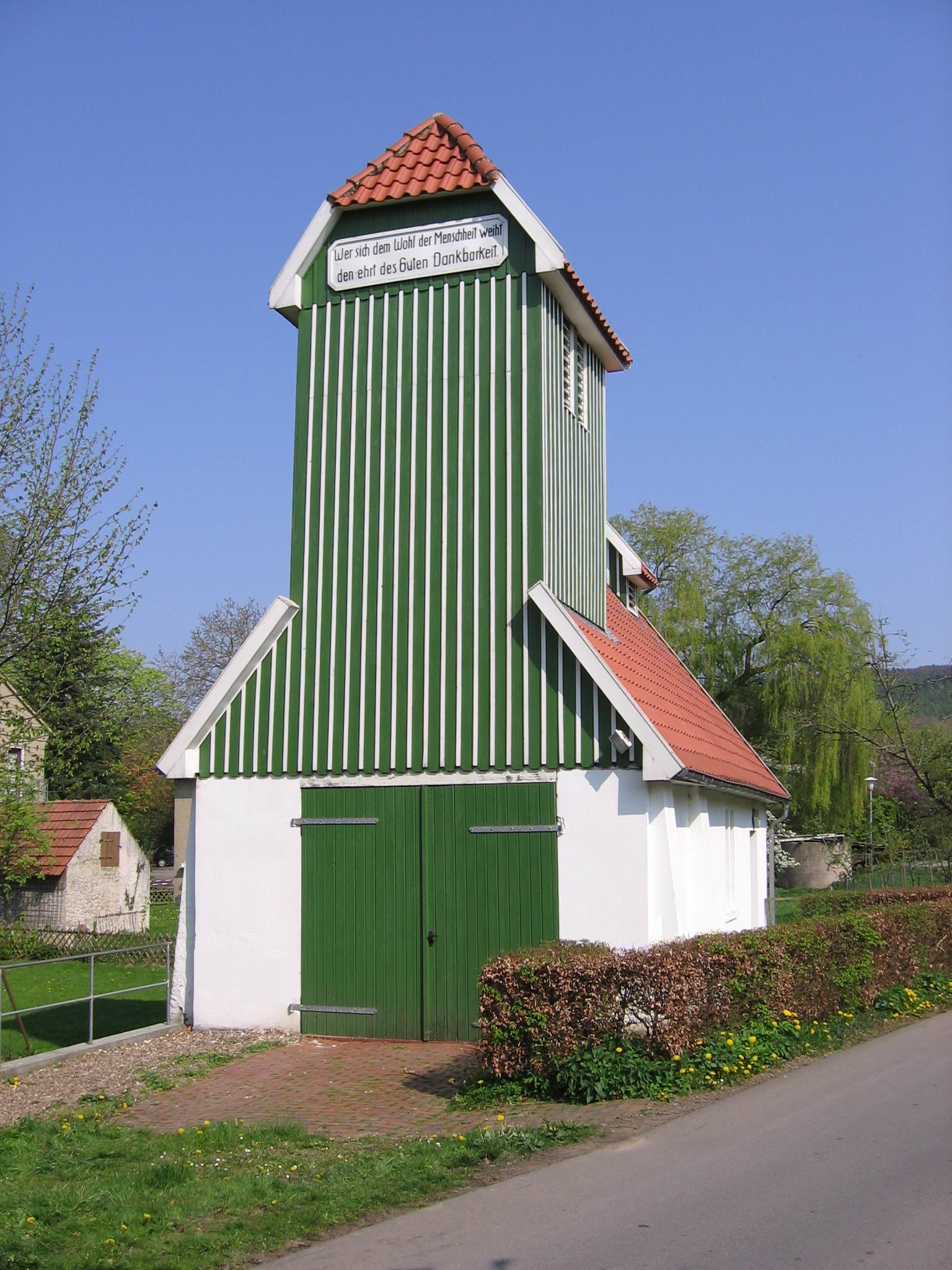
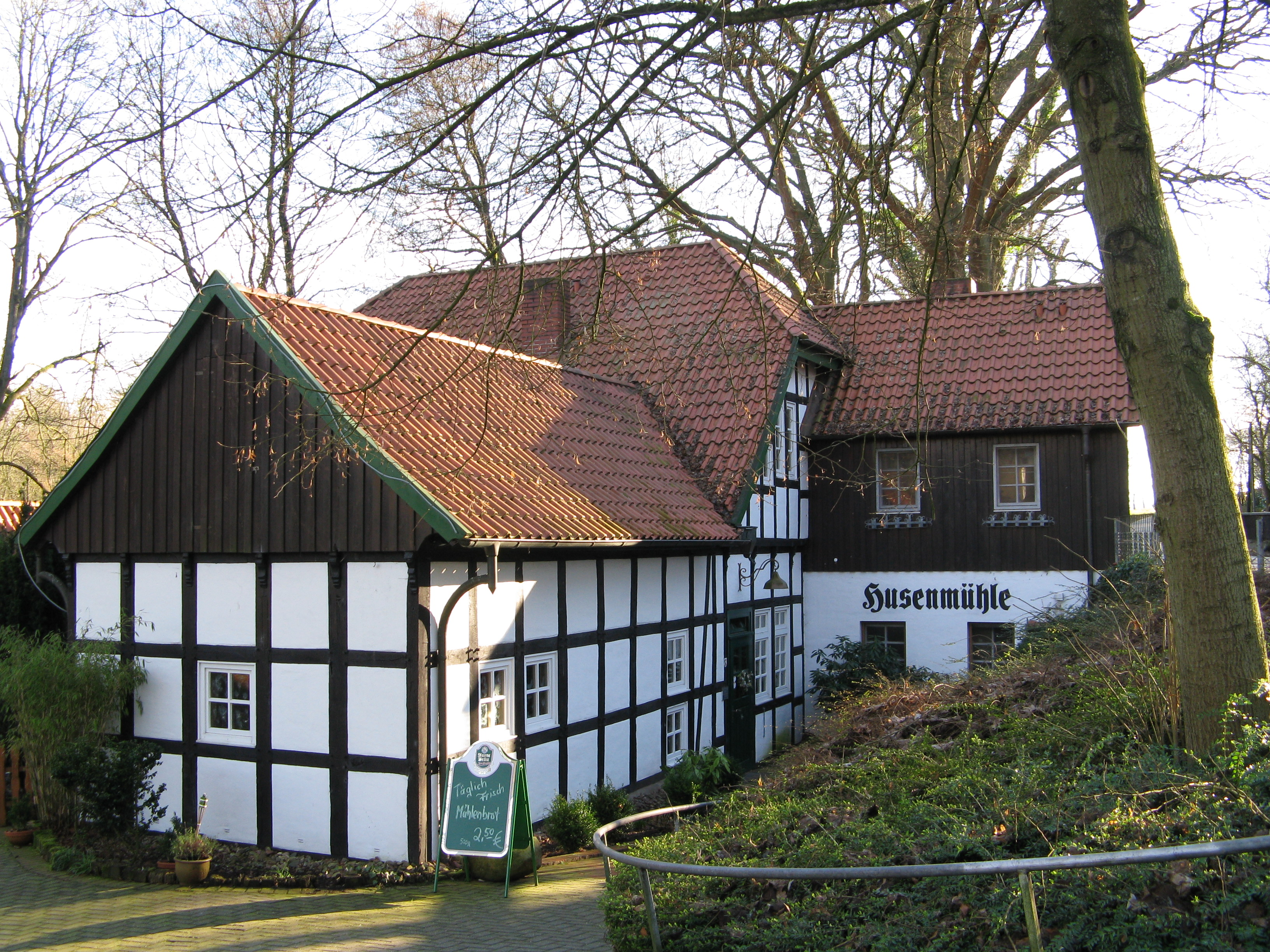
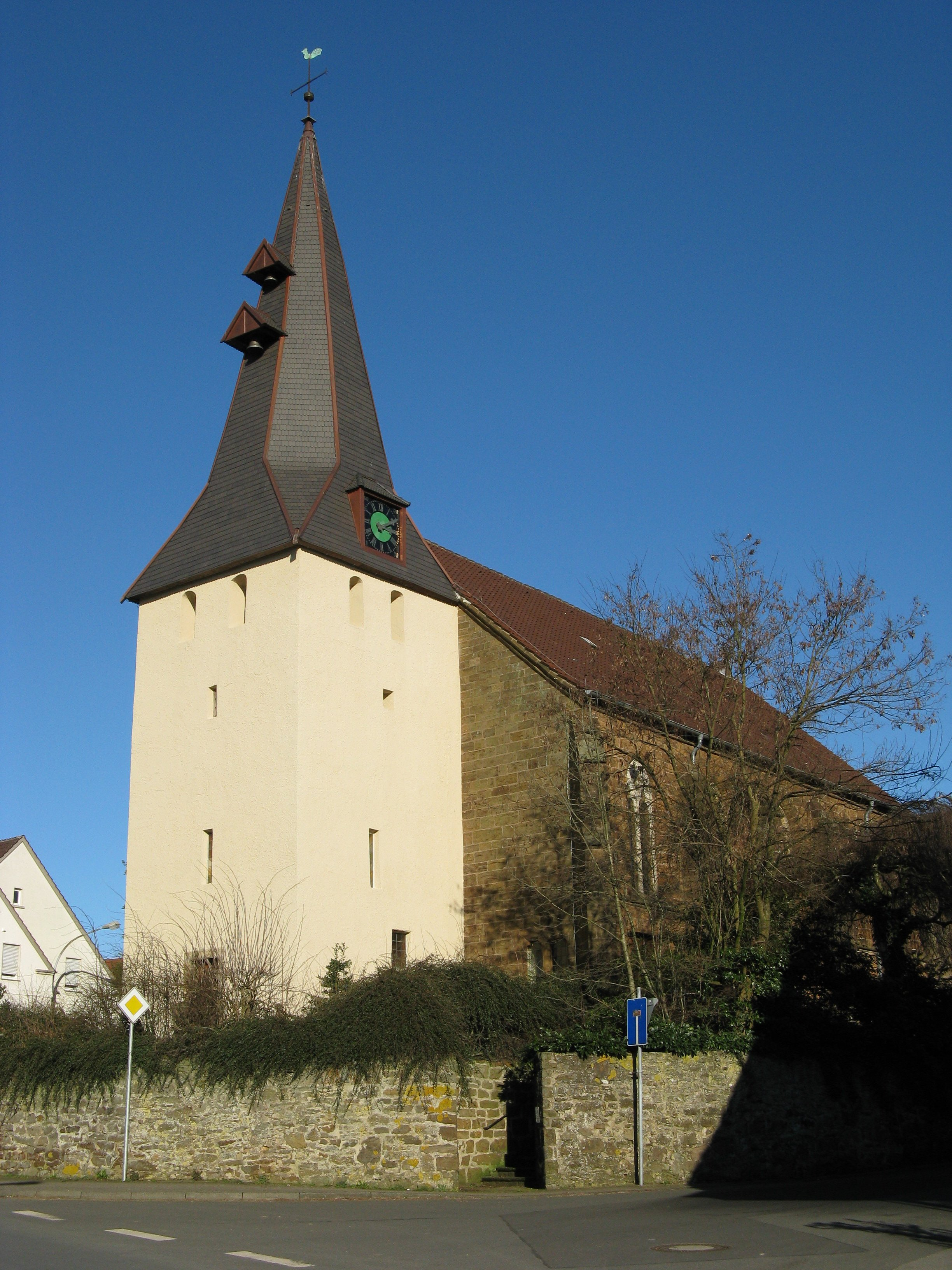
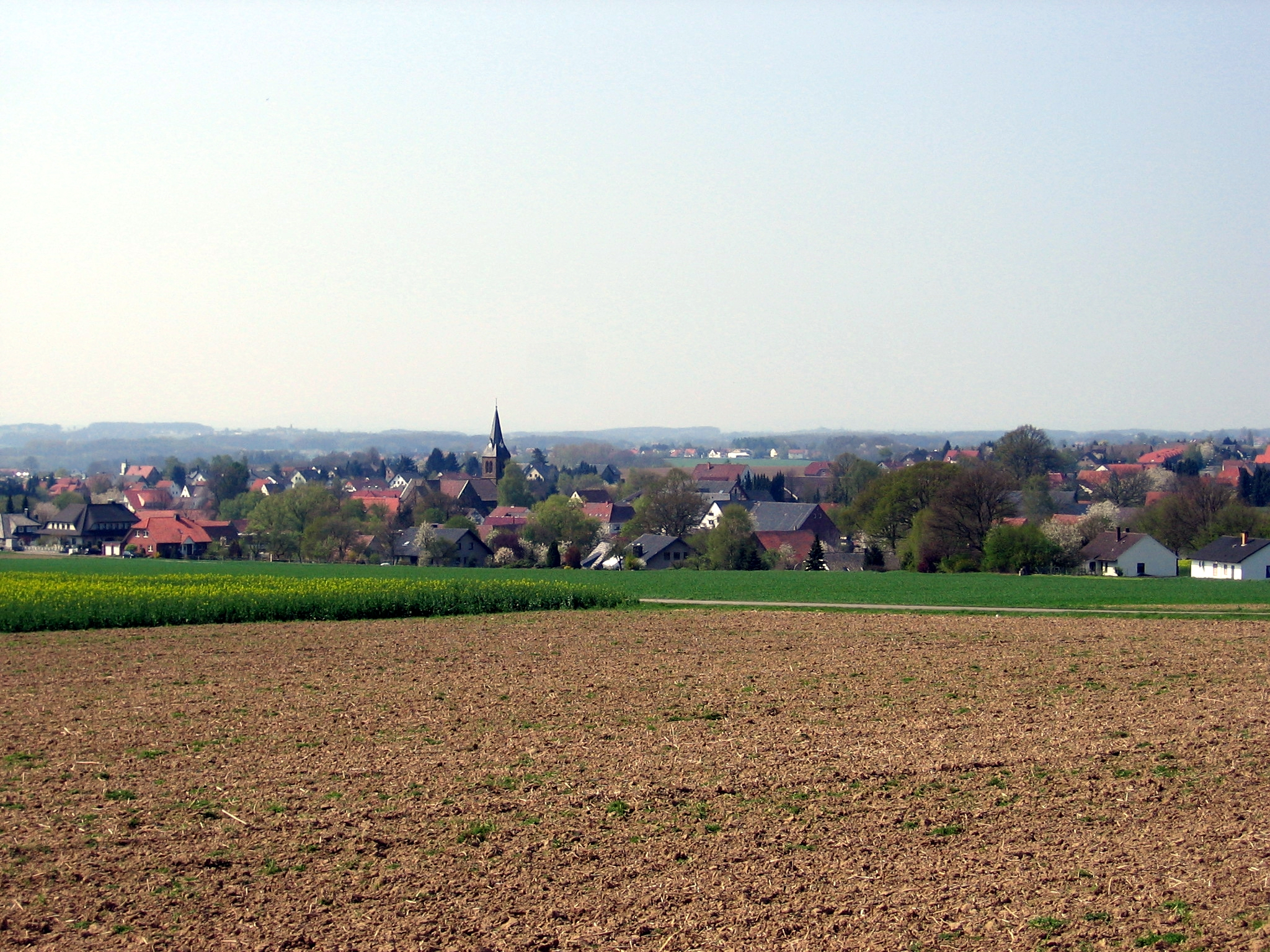
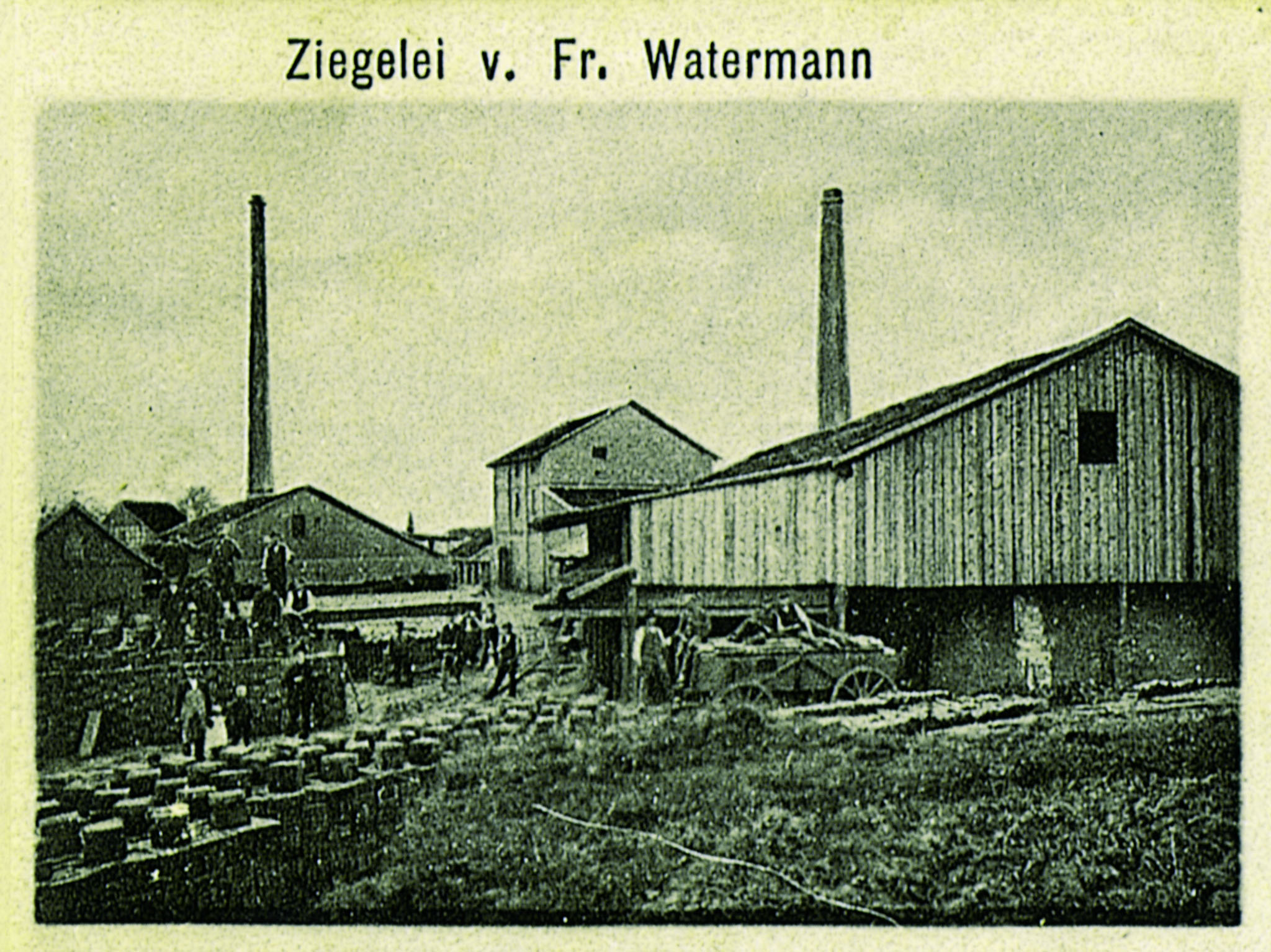
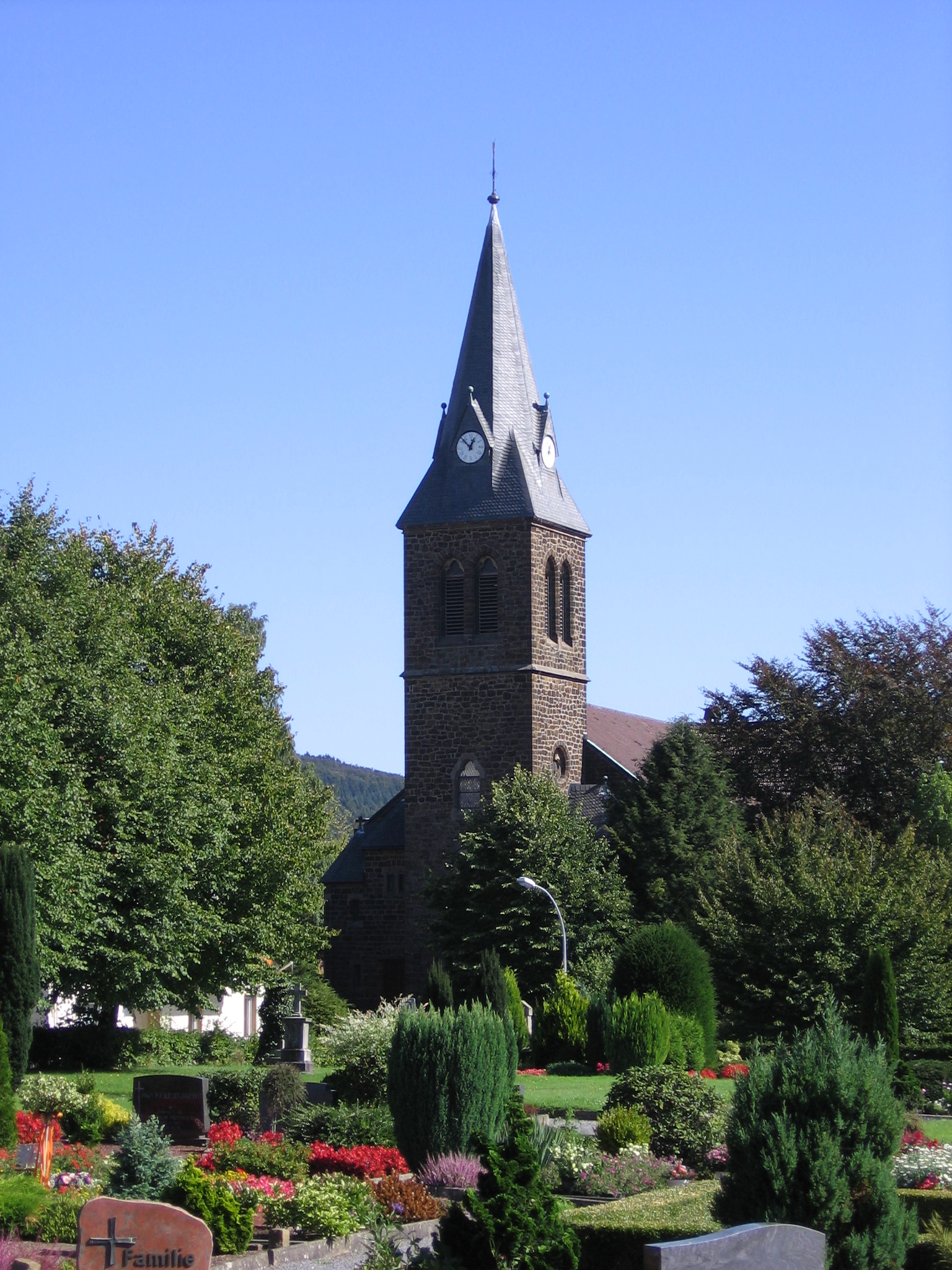

### Адміністративний поділ
Громада  складається з 9 районів:
- Альзен-Райнеберг
- Бредергаузен
- Бюттендорф
- Гользен
- Гухцен
- Гюлльгорст
- Обербауершафт
- Шнаторст
- Тенгерн